# Philharmonie Südwestfalen

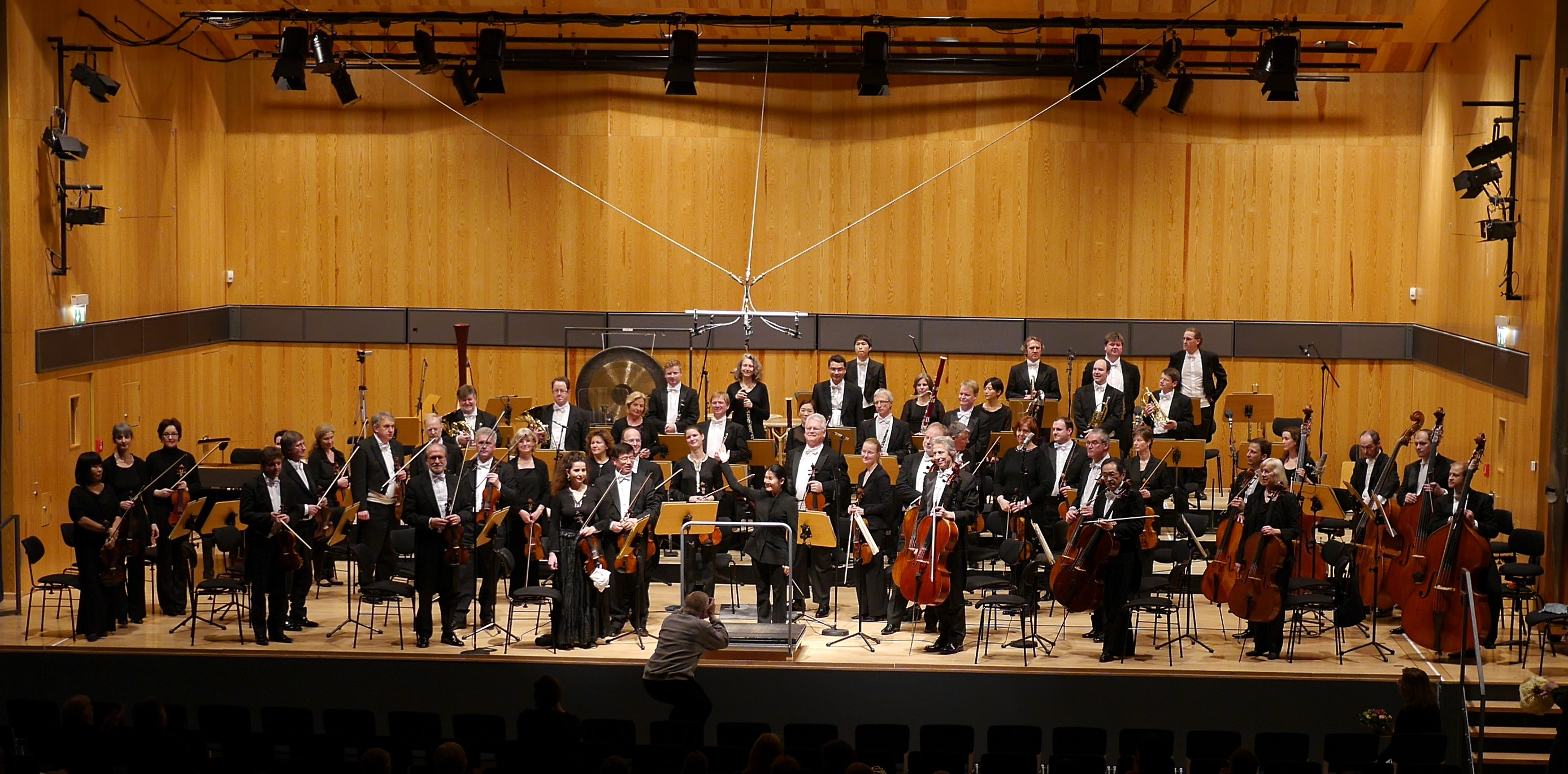
Philharmonie Südwestfalen (2014)

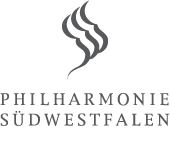
Logo des Orchesters

Die Philharmonie Südwestfalen ist ein in Siegen ansässiges Sinfonieorchester, das weit über seine Heimatregion Südwestfalen hinaus tätig ist.

## Geschichte

### Die Anfänge ab 1946
1946 ergriff der ehemalige Militärmusiker Friedrich Deisenroth die Initiative und versammelte einige Musiker um sich. Man sprach über die Gründung einer musikalischen Bildungsstätte. Bereits ein Jahr später existierte die Hilchenbacher Volksmusikschule mit angeschlossener Orchesterschule. Ziel dieser staatlich anerkannten Schule mit Internat sollte die Ausbildung von Berufsmusikern für Kulturorchester sein, Aufnahmebedingungen waren eine abgeschlossene Schulbildung und das Bestehen einer Aufnahmeprüfung. 1952 wurde die Orchesterschule um das Sinfonische Blasorchester Siegerland erweitert.

### Siegerland-Orchester 1957–1982
1957 wurden beide Klangkörper der Hilchenbacher Orchesterschule vereint – das Siegerland-Orchester war geboren. Es verstand sich als Sprungbrett für junge Musiker zu größeren Orchestern sowie als Talentschmiede und bestand aus etwa 60 Musikern, die zum großen Teil, mit Ausnahme der älteren mitspielenden Kollegen mit Mentorfunktion, noch nicht über 30 Jahre alt waren. Da man auch den finanziellen Fokus auf dieses Nachwuchsorchester legen wollte, wurde 1959 die nicht mehr zeitgemäße Orchesterschule aufgelöst. Der Volksmusikzweig war nach dem Ausscheiden des Gründers bereits 1956 geschlossen worden.
Das neue Siegerland-Orchester kam dem in der Region wachsenden Bedürfnis nach regelmäßigen Veranstaltungen entgegen. Noch im Jahr der Gründung gab das Orchester sein erstes Konzert auf der Siegener Stadtbühne. Von Beginn an arbeitete der Klangkörper jedoch nicht nur ortsgebunden, sondern war mit kulturpolitischer und finanzieller Unterstützung des Landes Nordrhein-Westfalen als Regionalorchester zwischen Siegerland, Köln, Kassel, Hagen und dem nördlichen Rheinland-Pfalz unterwegs. 1960 unternahm man nach Paris die erste Auslandsreise; die erste Auslandstournee führte das Orchester 1964 nach Belgien und Luxemburg.
In den nachfolgenden Jahren gab das Siegerland-Orchester regelmäßig etwa 70 Konzerte. Das Repertoire wurde erweitert. Ein in den 1960er Jahren immer wiederkehrendes Thema war die mögliche Abschaffung des Klangkörpers aufgrund fehlender Gelder. Der Kulturring, die Organisation der Siegerländer Veranstalter und Kulturschaffenden, brachte eine Denkschrift heraus, in der Argumente für das Orchester zusammengetragen waren. 1969 konnte die finanzielle Zukunft durch eigene Einnahmen und Spenden des WDR vorerst gesichert werden.
Auch die Unterbringung des Siegerland-Orchesters wurde als existentielle Frage immer wieder thematisiert. Seit der Gründung probte das Orchester in einer alten Baracke des Reichsarbeitsdienstes, 1962 erfolgte der Umzug in die neugebaute Hilchenbacher Schützenhalle. Trotz des neuen Domizils blieben allerdings die schlechte verkehrstechnische Infrastruktur und die nicht unerhebliche Abgeschiedenheit. 1971 wurde die Diskussion um den Standortwechsel nach Siegen verschärft; man lockte mit der Siegerlandhalle als künftige Spielstätte und einem geplanten Theaterneubau. Zwischenzeitlich hatte sich jedoch eine so starke Verwurzelung in Hilchenbach entwickelt, dass sich die Politik gegen den Umzug nach Siegen entschied.
Als ein weiteres dauerhaftes Problem stellte sich der Status eines Nachwuchsorchesters heraus. Bereits 1961 hieß es in einer Konzertkritik lesen, dass die Summe jugendlicher Einzeltalente nicht notwendigerweise ein gutes Orchester ausmache. In den folgenden zehn Jahren hatten zwar über 300 Musiker die Station Siegerland-Orchester erfolgreich durchlaufen und eine feste Stelle in einem größeren Berufsorchester gefunden, dennoch widersprach der Ausbildungsgedanke den wirtschaftlichen Erfordernissen. Ende der 1970er Jahre wurde schließlich das Konzept „Nachwuchsorchester“ aufgegeben, allerdings eher vor dem Hintergrund der Bildung ähnlicher Modelle wie Landesjugendorchester und Hochschulorchestern. Auch veranlasst durch die Umwandlung des Nachwuchsorchesters in ein normales Berufsorchester nannte sich das Siegerland-Orchester ab 1982 Südwestfälische Philharmonie.

### Südwestfälische Philharmonie 1982–1997
Nachdem in den 1970er Jahren die Existenzfragen nicht mehr im Vordergrund standen, bemühten sich die Orchestermitglieder nach der Aufgabe des Status als Nachwuchsorchester um die Durchsetzung von Tarifgehältern zwecks finanzieller Gleichstellung mit anderen Berufsorchestern. 1979 wurde das Orchester mit Hilfe einer Erhöhung der Landeszuschüsse der das Orchester der TVK-Gruppe C zugeordnet. 1990 wurde das Orchester als tarifvertragliches B-Orchester eingestuft, 1992 erhielt es die Berechtigung, die Bezeichnung Landesorchester Nordrhein-Westfalen zu tragen, was mit einer konstanten Konzerttätigkeit im ganzen Land und hohen Landeszuschüssen einherging.

### Philharmonisches Orchester Südwestfalen 1997–2002
1996 wurde nach einjährigen Beratungen das Orchestermodell Hagen/Siegen (Hilchenbach) propagiert, das sowohl den Spielbetrieb am Theater Hagen sichern als auch die Südwestfälische Philharmonie als Konzertorchester erhalten sollte, nachdem die Stadt Hagen keine finanziellen Mittel mehr für ein eigenes städtisches Orchester aufwenden konnte und in Hilchenbach wegen einer abnehmenden Auslastung Einnahmeverluste verzeichnet wurden. 1997 wurde der auf zehn Jahre angelegte Orchesterverbund Philharmonisches Orchester Südwestfalen begründet. Mit einem Chefdirigenten und einem einheitlichen Management blieben beide Orchester eigenständig und gaben neben gemeinsamen Auftritten auch eigene Konzerte.
Die Konzerte mit großer Orchesterbesetzung fanden große Beachtung. Obwohl laut einer Zwischenbilanz der Siegener Zeitung aus dem Jahr 2000 steigende Besucherzahlen und eine hohe Auslastung der Orchester verzeichnet werden konnten, wurde wegen finanzieller Defizite 2002 ein Konsolidierungskonzept durch ein externes Unternehmen erstellt. Ein in Hagen befürwortetes Modell der kompletten Orchesterfusion wurde in Siegen jedoch abgelehnt. Mit finanzieller Unterstützung des Landkreises entwickelte sich das Hilchenbacher Orchester im August 2002 wieder zu einem eigenständigen Klangkörper unter dem Namen Philharmonie Südwestfalen.

### Philharmonie Südwestfalen seit 2002
Bis in die Mitte der 1990er Jahre spielte das Orchester häufig als Gast an den Opernbühnen Nordrhein-Westfalens und etablierte sich dann als Konzertorchester mit jährlich mehr als 100 Konzerten in der Region sowie Gastspielen im In- und Ausland. Schwerpunkte des Programms bilden das klassische sinfonische Repertoire sowie Kammermusik-Konzerte in unterschiedlichen Besetzungen. Zudem entstanden neue Konzertformate wie zum Beispiel aktuelle Kammermusik „PhilSW Barock“, „Teddybärenkonzerte“ für Kinder im Kindergartenalter und die Reihe „Young classics“. Seit fast 30 Jahren bietet die Philharmonie Südwestfalen in Zusammenarbeit mit dem Schulamt des Kreises Siegen-Wittgenstein Konzerte für Grundschüler.
Die Philharmonie Südwestfalen engagiert sich außerdem bei der Förderung junger Dirigenten in regelmäßiger Zusammenarbeit mit dem Dirigentenforum des Deutschen Musikrats und mit Musikhochschulen.
Aufgrund des eingeschränkten Platzes in der Hilchenbacher Schützenhalle beschloss die Stiftung der Philharmonie 2020 den Bau eines neuen Probenhauses („Haus der Musik“), das 2023 bezogen wurde.

## Chefdirigenten
- 1957–1959: Peter Richter
- 1959–1962: Thomas Ungar
- 1962–1976: Rolf Agop
- 1976–1987: Jorge Rotter
- 1987–1991: Neil Varon
- 1991–1995: Hiroshi Kodama
- 1995–1997: David Stern
- 1997–2003: Georg Fritzsch
- 2003–2011: Russell N. Harris
- 2011–2018: Charles Olivieri-Munroe
- 2019–2024: Nabil Shehata[2]
- seit 2024: N. N.

## Trägerverein, Stiftung und Förderverein
Ab 1952 war der Verein Orchester Siegerland-Wittgenstein e. V. für die finanziellen Belange des neu gegründeten Orchesters zuständig. Nach der Zusammenführung beider Orchester der Schule im Jahr 1957 übernahm der neue Trägerverein Siegerland-Orchester e. V. die wirtschaftliche Zuständigkeit. Nachdem sich die Stadt Siegen aus der Orchesterverwaltung zurückgezogen hatte, übernahm 1981 die Kreisverwaltung die Geschäftsführung des Vereins. Seit Jahr 2002 heißt der Trägerverein Philharmonie Südwestfalen e. V.
Im Jahr 2006 gründete die Kunstmäzenin Barbara Lambrecht-Schadeberg gemeinsam mit dem Landkreis Siegen-Wittgenstein die gemeinnützige Stiftung Philharmonie Südwestfalen zur Teilfinanzierung des Orchesters mit einem Stammkapital von 6,5 Millionen Euro.
Neben der Grundfinanzierung durch den Landkreis Siegen-Wittgenstein und das Land Nordrhein-Westfalen ist der seit 1959 existierende Förderverein des Orchesters für besondere Unterstützung zuständig. So wurden zum Beispiel Praktikantenstellen finanziert, Fortbildungen und Kompositionsaufträge realisiert sowie CD-Aufnahmen, Konzerte und Instrumentenkäufe bezuschusst.

## Diskographie (Auswahl)

### LP
- Rachmaninoff: 2. Klavierkonzert; Tschaikowsky: 1. Klavierkonzert. Mit Claude Kahn, Klavier; Dirigent: Thomas Ungar (1960)
- von Webern: Passacaglia op. 1; Strauss: Serenade für Bläser op. 7; Brahms: Haydn-Variationen. Dirigent: Rolf Agop (1968)
- Bach: Kantate „Gloria in excelsis Deo“ Nr. 191; Händel: Laudate pueri Dominum, Psalm 112. Dirigent: Matthias Büchel (1970)
- Reger: Mozart-Variationen; Haydn: Sinfonie Nr. 21. Dirigent: Jorge Rotter (1978)
- Bruckner: Requiem. Mit der Bonner Bachgemeinschaft, Dirigent: Herbert Ermert (1980)
- Coates; Symphony No. 1. Dirigent: Jorge Rotter. WDR-Mitschnitt (1980; veröffentlicht 2006)
- Weber: Ouvertüre Freischütz; Nicolai: Ouvertüre Die lustigen Weiber von Windsor; Schubert: Ouvertüre, Zwischenakt- und Ballettmusik Rosamunde. Dirigent: Jorge Rotter (1982)
- Schweizer (Die Schweiz). Dirigent: Jorge Rotter (1983)
- Geistliche Chormusik aus vier Jahrhunderten. Mit dem Singkreis „Frohe Botschaft“, Dirigent: Johannes Haas (1986)
- Beliebte Ouvertüren und Intermezzi. Dirigent: Neil Varon (1989)
- Neue Stimmen, Europäischer Sängerwettstreit. Dirigent: Neil Varon (1990)

### CD
- Ivan Zajc: Nikola Subic Zrinski. Mit dem Münchner Kammerchor und Chor der Münchner Sängerrunde, Dirigent: Ivan Cerovac (Itonmusik; 1985)
- Cherubini: Requiem. Mit dem Philharmonischen Chor Siegen, Dirigent: Herbert Ermert (1992)
- Hummel: Klavierkonzerte F-Dur und As-Dur. Mit Nikolaus Lahusen, Klavier; Dirigent: Hiroshi Kodama (1994)
- Schumann: Violoncellokonzert, Violinkonzert. Mit Julius Berger, Violoncello; Hansheinz Schneeberger, Violine; Dirigent: Florian Merz (1994/98)
- Schumann: Ouvertüre, Scherzo und Finale E-Dur, 4. Sinfonie. Dirigent: Florian Merz (1995)
- Kein schöner Land. Dirigent: Hein Panzer (1995)
- Schumann: Scherzo g-Moll aus der Sinfonie c-Moll, Phantasie für Violine und Orchester, Ouvertüre zu Goethes „Hermann und Dorothea“, „Tragödie“ für Sopran, Tenor und Orchester, Ouvertüre zu „Szenen aus Goethes Faust“. Mit Cornelia Wosnitza, Sopran; Nagy Martin, Tenor; Hansheinz Schneeberger, Violine; Dirigent: Florian Merz (1996)
- Serenaden. Dirigent: Rolf Agop (1996)
- Nicolai: Sinfonie G-Dur. Dirigent: David Stern (1997)
- Festliche Operngala. Dirigentin: Linda Horowitz (1998)
- Música Brasileira de Concerto. Mit Maria Constanca de Almeida Prado, Violine; Evi Zeller, Sopran; Dirigent: Ricardo Rocha (1998)
- Bruckner: 6. Sinfonie (1998)
- Nicolai: Orchesterwerke. Mit Claudius Tanski, Klavier; Dirigent: David Stern (1998)
- Bach-Werke live. Mit Natascha Korsakova, Violine; Dirigent: Georg Fritzsch (2001)
- Mozart: Violinkonzert D-Dur; Sibelius: 2. Sinfonie. Mit Annette von Hehn, Violine; Dirigent: Russell N. Harris (2004)
- Mozart: Sinfonia concertante; Elgar: Enigma-Variationen. Dirigent: Russell N. Harris (2008)
- Nicolai: Orchesterwerke. Johannes Pieper, Klarinette; Dirigent: David Stern (2009)